# Allium trachyscordum
Allium trachyscordum — вид рослин з родини амарилісових (Amaryllidaceae); поширений у Казахстані, Киргизстані.

## Опис
Рослина заввишки 15–35 см. Квіти рожеві. Період цвітіння: червень — липень.

## Поширення
Поширений у Казахстані, Киргизстані.